# Нивелман
Нивелман (строго геодетски) или нивелација је грана геодетског премјера, у ширем смислу ниже геодезије, чији је циљ утврђивање, провјера или мјерење висина одређених тачака у односу на дефинисани геодетски датум. Доста се користи у картографији за мјерење геодетских висина,а у грађевинарству за мјерење висинских разлика грађевинских артефаката. 

## Оптички или стандрдни нивелман
Оптички нивелман користи оптички или обични нивелир који се састоји од прецизног дурбина са кончаницама, или прецизно нанесеним линијама пресјека на стакло дурбина, и ознакама на нивелманској летви. Линије кончанице се користе за утврђивање референтне тачке на циљу нивелања,тј. на летви, а ознаке на летви омогућавају проналажење домета, који су обично у омјеру 100:1, а у том случају један метар између ознака мјере на нивелманској летви представља 100 метара од мјеста на којем се налази нивелир. Нивелир, или инструмент за прецизно мјерење виниских разлика, је управно постављен на статив, а дурбин се може слободно окретати за 360° у хоризонталној равни. Геодета подешава ниво инструмента грубим подешавањем ногу статива и финим подешавањем помоћу три прецизна завртња за нивелисање на инструменту како би слободна раван нивелира постала хоризонтална. Геодета то ради помоћу нивоа либеле уграђене у носач инструмента. Геодета гледа кроз окулар дурбина и визира мету на летви, док фигурант држи летву, коју покушава да доведе до што прецизнијег вертикалног положаја уз помоћ либеле, која је градирана у инчима или центиметрима. Нивелманска летва постављена је вертикално помоћу либеле, на постољу за летву, које је од изливеног метала за потребну стабилност и прецизност мјерења. Дурбин се ротира и фокусира све док нивелманска летва није јасно видљива у оптичком простору кончанице дурбина. У случају када је центрисање високе тачности, фино подешавање се висинским завртњем, изводи се помоћу мјехурића либеле високе тачности, који је фиксиран на дурбину. То се може видјети огледалом током подешавања или тако што крајеви мјехурића  се приказажу на дурбину, што такође омогућава сигурност презизног нивелисања нивелира док се снима. Међутим, у случају аутоматског поступка хоризнотисања, подешавање локалног хоризонта врши се аутоматски помоћу висеће призме усљед гравитације, све док је центрисање тачно у одређеним границама. То се назива хоризонтисање помоћу компензаотра. Када се ниво изједначи, евидентира се читање на мјерној летви на нишану и поставља се идентификациона ознака или обиљеживач где се летва ослања на предмет или положај који се испитује. 

## Поступак линеарног или класичног нивелмана
Типичан поступак за линеарни нивелман од познатог датума је сљедећи. Поставите инструмент на 100 метара од познате тачке или репера. Летва се  држи вертикално на тој тачки и инструмент се користи ручно или аутоматски за очитавање скале нилевманске летве. Овај поступак даје нам висину инструмента изнад почетне (летва назад) тачке и омогућава израчунавање висине инструмента Hi изнад референтне тачке. Затим се летва држи на непознатој тачки и на исти начин се врши очитавање, што омогућава израчунавање надморске висине нове (предвиђајуће) тачке. Поступак се понавља док се не дође до тачке одредишта. Уобичајена је пракса да се изведе комплетна линија нивелмана натраг до почетне тачке или се затвара линија на некој другој тачки чија је надморска висина већ позната. Провјера затварања штити од грешака у овом поступку и омогућава да се преостале грешке дистрибуирају методом најмањих квадрата или неком другом методом међу станицама. 
Неки инструменти имају три попречне црте кончанице које омогућавају да се мјере даљине напред и назад. Ониетакође омогућавају употребу просјека три очитавања  као провјеру грешака и за просјечавање грешке интерполације између ознака на скали летве. 
Два главна типа нивелисања су нивелисање без промјене висине инструмнета као што је већ описано и двоструко нивелисање. У двоструком нивелисању, геодет мјења висину инстурмента и тако узима два сета мјерера (2 напред и 2 назад) и осигурава да разлика између мјерена напред-назад у 2 положаја нивелира задовољава дозвољену разлику прецизног нивелмана, чиме се смањује количина грешке.  Двоструско нивелисање или прецизни нивелман кошта двоструко више времена од просто нивелисања или геометријског нивелмана.  Треба напоменути да разлика ова два поступка је очигледна у нивоу тачности, стога се према дефинисаним критеријумима инвеститора треба опредијелити за потребни поступак мјерења.   

### Уметање ексентричне тачке
У геодетском премјеру честа је пракса уметања ексцентричне тачке, поготово када се према плану две тачке не догледају, тј. линија визуре је прекинута. Ово се користи како у полигноском влаку, тако и у поступку нивелмана. Уметање ексцентричне тачке је термин који је увријежен за ове сврхе у геодезији. 
Да би се мјерило помоћу ексцентричне тачке, прво морате узети очитање и забиљежити надморску висину тачке на којој се налази нивелманска летва. Док се летва држи на потпуно истом мјесту, нивелир се премјешта на ново мјесто гдје је летва и даље видљива. Ново очитавање се узима са нове локације нивелира и висинска разлика се користи за проналажење нове висине тражене тачке. То се понавља све док се серија мјерења не заврши. 
Ниво нивелира мора бити хоризонталана да би се добило ваљано мјерење, јер се као датум за нивелманска мјерења користи геоид. Због тога, ако је хоризонтални попречни инструмент инструмента нижи од основе летве, геодета неће моћи да види летву и изврши очитавање. Због тога су нивелманске летве прилично дугачке. 

## Рефракција и закривљеност Земље
Закривљеност Земље значи да ће линија визуре,која је хоризонтална, инструмента бити већа и виша изнад сфероида на већим удаљеностима. Ефекат може бити безначајан за неке радове на растојањима мањим од 100 метара. Из разлога што се инструмент хоризнотиште и што су линије догледања прилично кратке (за потрене геометријског нивелмана највише до 100 метара), овај утицај је прилично безначајан. 
Линија визуре је водоравна и пролази кроз дурби инструмента, тангирајући на резултатну силе гравитације, али није равна због атмосферске рефракције. Промјена густине ваздуха са надморском висином доводи до тога да се видна линија савија према површи Земље. 
Комбинована корекција за рефракцију и закривљеност је приближно једнака: 
{\displaystyle \Delta h_{m}=0.067D_{km}^{2}} или {\displaystyle \Delta h_{feet}=0.021\left({\frac {D_{ft}}{1000}}\right)^{2}}
За прецизан нивелман потребно је израчунати ове ефекте и примјенити потребне корекције. За већину посла довољно је држати се удаљености опажања напред и назад, и покушати растојање између нивелира и летви уједначити како би се ефекти преламања и закривљености поништили. Рефракција је углавном највећи извор грешака у нивелману. За кратке линије визуре утицаји температуре и притиска су углавном безначајни, али ефекат градијента температуре дТ / дх може довести до грешака. 

## Затварања нивелманског влака и гравитационе варијације
Под претпоставком да мјерења су вршена без грешака,и претпостављајући да је Земљино гравитационо поље било потпуно правилно и да је вектор силе теже константан, нивлемански влакови за изравнавање би се увијек тачно затварали: 
{\displaystyle \sum _{i=0}^{n}\Delta h_{i}=0}
Другим рјечима, ако кренемо од једне тачке и вратимо се на ње, висинска разлика је 0.
У реалном гравитационом пољу Земље то се дешава само приближно; на малим нивелманским влаковима типичним за инжењерске пројекте, затварање нивелманског влака је блиско нули или занемарљиво одступа од нуле, али на већим влаковима које покривају регионе или континенте, овај утицај је и те како изажајан. 
Умјесто висинских разлика, геопотенцијалне разлике се користе око нивелманских влакова високе тачности: 
{\displaystyle \sum _{i=0}^{n}\Delta h_{i}g_{i},}
гдје {\displaystyle g_{i}} означава вектор силе гравитационе теже у интервалу нивелације i . За мреже виско-тачног нивелисања на националном или интернацоналном нивоу, потребно је користити потоњу формулу. 
{\displaystyle \Delta W_{i}=\Delta h_{i}g_{i}\ }
гдје се требају користити у свим прорачунима, користећи геопотенцијалне вриједности {\displaystyle W_{i}} за репере нилелманске мреже. 

## Инструменти

### Старији инструменти
Обични нивелир развио је енглески грађевински инжењер Виљем Грават, истражујући трасу предложене жељезничке пруге од Лондона до Довера. Компактнији, а самим тим и робуснији и лакши за транспорт, обично се вјерује да је нивелисање помоћу обичног нивелира мање тачније од других врста нивелања, али то није случај.  Нивелање са обичним нивелиром захтјева краће, а самим тим и бројније сетове мјерења, али овај исцрпан поступак се надокнађује праксом да се нивеања напред-назад уједначе. 
Прецизни нивелир често је кориштен за велике пројекте нивелања, гдје је била потребна највећа тачност. Они се разликују од осталих нивелира по томе што имају врло прецизну цијев за либелу и подешавање микрометра за подизање или спуштање визуре тако да се укрштање може подударати са линијом мјере на нивелманској летви и није потребна интерполација.   

### Аутоматски нивелир
Аутоматски нивелир користи компензатор који осигурава да линија визуре остане хоризонтална након што оператер грубо центрише инструмент и онда изравна ниво инструмента (ниво комензације се креће и 3 степена). Геодета брзо поставља инструмент и не мора га пажљиво ректификовати сваки пут када премјешта инструмент. Такође смањује ефекат мањег слијегања статива на стварну количину покрета, умјесто да повећа нагиб на даљину видљивости. За фино подешавање инструмента користе се завртњеви.   

### Ласерски нивелман
Ласерски нивелири  пројектују сноп који је видљив и / или препознатљив помоћу сензора на летви за нивелисање. Ове летве су посебно прављене и зову се још и бар-код летве, јер је за њих потребан и посебан програм за очитавање, који је познат само произвођачу. Ова врста мјерења се широко користи у грађевинским радовима, али не и за прецизније контролне радове. Предност је у томе што једна особа може самостално извести нивелање, док је за друге типове потребна једна особа за инструмент и једна која држи летву.   